# 桐梓镇 (江安县)
桐梓镇，是中华人民共和国四川省宜宾市江安县曾经下辖的一个镇。2019年8月，撤销桐梓镇和井口镇，将其所属行政区域和四面山镇山华村、总旗村、高洞村所属行政区域划归阳春镇管辖。

## 行政区划
桐梓镇撤销前下辖以下地区：
桐梓社区、长江村、踏水桥村、全乐村、集中村、临江村、革新村、合江村、金江村、双江村、云峰村、三元村、石岗村、安子寺村、金冲村、金家滩村、石头社区村、中坝村、大路村、老王村、合香村、高石村、桐梓村、石步村、姜庙村和七星村。